# Дюла Чортош
Дюла Чортош (угор. Csortos Gyula József) Йожеф Чортош Дюла, ( нар. Мукачево, 8 березня 1883 — пом. Будапешт, Ержебетварош, 1 серпня 1945) — актор, кіноактор.

## Біографія
Батько — Дюла Чортош, помічник писаря в Міністерстві національної оборони у Будапешті, мати — Місіц Етелька. Після важкого дитинства та бурхливих шкільних років, попри опір батьків, він закінчив Драматичну Академію.
Він розпочав свою кар'єру в Дебрецені в 1904—1905 роках і в Сегеді між 1905—1907 роками. У 1907 році він почав працювати у Népszínház-Vígopera. У 1908 році він підписав контракт з угорським театром Ласло Бетеі, а після вистави, яка мало не обернулася скандалом, розірвав контракт і грав у Vígszínház з 1910 по 1912 рік. Тут він став справді великим актором, зокрема завдяки Ференцу Молнару, який писав для нього чудові ролі. Після цього він знову був актором Угорського театру до 1914 року.  У 1914 році його платня досягла двадцяти чотирьох тисяч крон на місяць, що дорівнювало платні прем'єр-міністра Угорщини. Його партнеркою свого часу була актриса Месарош Гіза.
1 липня 1914 року він одружився з Фрідерікою Бамбергер, дочкою Альберта Бамбергера та Ірми Грюнбаум, у Будапешті. Шлюб було розірвано в 1922 році. У 1914—1922 роках був актором Vígszínház, в 1922—23 — «Відродження», в 1924—1927 — Угорського театру. У 1923 році він також виступав у Belvárosi Színház.
1 березня 1926 року в Терезвароші, Будапешт, він одружився з римо-католицькою актрисою Віг Манчі, донькою Яноша Вурснера та Марії Дойч. У 1927 році він уклав контракт з Національним театром, актором якого він був до 1933 року, а потім з 1935 року до своєї смерті.
У 1938 році його річний заробіток становив 25 290 пенго (на той час місячна мінімальна зарплата актора становила 180 пенго, тобто 2160 пенго на рік).
На початку 1930-х років у нього вперше з'явився важкий цукровий діабет, а також був розлад серцевого ритму. Через саморуйнівний спосіб життя потребував санаторно-курортного лікування. Його єдина дочка від першого шлюбу померла від запалення легенів у 1943 році. Переховувався від облоги Будапешта в підвалі своїх знайомих. Під кінець Другої світової війни, вже важко хворий, він виконав свою останню головну роль, виконавши в Національному театрі п'єсу Чехова «Ведмідь».
У липні 1945 року знову потрапив до шпиталю, бо рана на нозі важко загоювалася, де і помер.

## Головні ролі
·        A színész (Molnár Ferenc: A testőr)
·        Liliom (Molnár Ferenc)
·        László (Lengyel Menyhért: A táncosnő)
·        Göndör Sándor (Tóth Ede: A falu rossza)
·        Rudi (Szép Ernő: Vőlegény)
·        I. Pál cár (Alfred Neumann: Oroszország)
·        Yank (O'Neill: A szőrös majom)
·        Hjalmar (Ibsen: A vadkacsa)
·        Vackor (Shakespeare: Szentivánéji álom)
·        Falstaff (Shakespeare: A windsori víg nők)
·        Volpone (Jonson)
·        Clausen (Hauptmann: Naplemente előtt)
·        Lucifer (Madách Imre: Az ember tragédiája)
·        Ezra Mannon (O'Neill: Amerikai Elektra)

## Німі фільми
·        Egy csók története (1912)
·        A szerencse fia (1916)
·        Soha, többé, mindörökké (1916)
·        A hadtest parancsnok (1916)
·        A dolovai nábob leánya (1916)
·        A vörös Sámson (1917)
·        A senki fia (1917)
·        A kuruzsló (1917)
·        Liliom (1919)
·        Júlia kisasszony (1919)
·        Vörösbegy (1920)
·        Júdás fiai (1920)
·        Rongyosok (1926)

## Звукові фільми
·        Hyppolit, a lakáj (1931)
·        Ítél a Balaton (1932)
·        Rákóczi induló (1933)
·        Egy éj Velencében (1934)
·        Lila akác (1934)
·        Az új földesúr (1935)
·        Tommy, a megfagyott gyermek (1936)
·        A méltóságos kisasszony (1936)
·        Az aranyember (film, 1936) (1936)
·        Café Moszkva (1936)
·        Légy jó mindhalálig (1936)
·        Ember a híd alatt (1936)
·        Sárga csikó (1936)
·        Én voltam — Vallomás (1936)
·        Duna-parti randevú (1936)
·        A 111-es (1937)
·        Viki (1937)
·        Szerelemből nősültem (1937)
·        Egy lány elindul (1937)
·        Két fogoly (1937)
·        Az ember néha téved (1937)
·        Maga lesz a férjem (1937)
·        Fekete gyémántok (1938)
·        Szívet szívért (1938)
·        A leányvári boszorkány (1938)
·        A pusztai királykisasszony (1938)
·        János vitéz (1938)
·        Magyar feltámadás (1939)
·        Áll a bál (1939)
·        Két lány az utcán (1939)
·        Az utolsó Vereczkey (1939)
·        Bercsényi huszárok (1939)
·        Párbaj semmiért (1939)
·        Szeressük egymást (1940)
·        Sok hűhó Emmyért (1940)
·        Pénz beszél (1940)
·        Mária két éjszakája (1940)
·        Hazafelé (1940)
·        Hazajáró lélek (1940)
·        Hétszilvafa (1940)
·        Csákó és kalap (1940)
·        Vissza az úton (1940)
·        A szűz és a gödölye (1941)
·        Régi nyár (1941)
·        Egy tál lencse (1941)
·        Bűnös vagyok (1941)
·        A beszélő köntös (1941)
·        A kegyelmes úr rokona (1941)
·        András (1941)
·        Havasi napsütés (1941)
·        Az ördög nem alszik (1941)
·        Egy asszony visszanéz (1941)
·        Gentryfészek (1941)
·        Alkalom (1942)
·        Álomkeringő (1942)
·        Szerelmi láz (1942)
·        Külvárosi őrszoba (1942)
·        Éjfélre kiderül (1942)
·        A tökéletes család (1942)
·        Őrségváltás (1942)
·        Zenélő malom (1943)
·        Rákóczi nótája (1943)
·        Egy szoknya, egy nadrág (1943)
·        Orient Express (1943)
·        Kerek Ferkó (1943)
·        Muki (1943)
·        Futótűz (1943)
·        Egy pofon, egy csók (1944)